# Прапор Ефіопії
Прапор Ефіопії (Етіопії) — один з офіційних символів держави Ефіопія. Рання версія прапору, що містила герб з тлом блакитного кольору, була прийнята 6 лютого 1996 року. В 2009 році було затверджено чинну версію прапора. Синій колір прапору символізує мир, зелений уособлює родючість, працю і розвиток, жовтий — надію, справедливість і рівність, червоний — жертовність і героїзм в ім'я свободи і рівності,
пентаграма — єдність народів Ефіопії.

## Історичні прапори

1881 — 6 жовтня 1897
6 жовтня 1897 — 9 травня 1936
5 травня 1941 — 21 березня 1974
21 березня 1974 — 12 вересня 1975
Цивільний прапор Ефіопії (1975–1987).
12 вересня 1975 — 12 вересня 1987
12 вересня 1987 — 28 травня 1991
1991—1996
1996—2009